# Sachsen-Marksuhl
Công quốc xứ Sachsen-Marksuhl (tiếng Đức: Herzogtum Sachsen-Marksuhl) là một nhà nước thuộc Đế chế La Mã Thần thánh được cai trị bởi dòng Ernestine, nhánh thưởng của Nhà Wettin. Nó được lập ra vào năm 1662 sau khi thoả thuận phân vùng được ký kết giữa Công tước Adolf Wilhelm và em trai ông là Công tử Johann Georg, theo đó, ông này được chia cho Marksuhl và lập ra Công quốc Sachsen-Marksuhl.
Năm 1671, cháu trai của Johann Georg là Wilhelm August, Công tước xứ Sachsen-Eisenach qua đời mà không để lại người thừa tự, nên ông đã được thừa kế Sachsen-Eisenach, từ đó, Sachsen-Marksuhl hợp nhất lại với Sachsen-Eisenach.